# Nacktaugentaube (Amerikanische Feldtaube)
Die Nacktaugentaube (Patagioenas corensis, Syn.: Columba corensis), auch Ala-Blanca-Taube oder Al-Blanca-Taube genannt, ist eine Art der Taubenvögel. Die Nacktaugentaube kommt nur in Südamerika vor. Die Nacktaugentaube wird in ihrem Verbreitungsgebiet zwar stark bejagt, ist aber in ihrem Bestand nicht gefährdet.
Ihre gewöhnlich verwendete deutsche Bezeichnung ist nicht eindeutig. Neben ihr wird so auch die Albertistaube und die Nacktaugen-Erdtaube genannt.

## Erscheinungsbild
Die Nacktaugentaube erreicht eine Größe von 33 Zentimetern. Die Größe entspricht damit der einer kräftigen Stadttaube. Es besteht kein Geschlechtsdimorphismus.
Kopf, Hals und Brust sind graurosa. Die Kehle, die Brust, der Bauch und die Unterschwanzdecken sind deutlich cremefarben. Der Mantel, die inneren Armschwingen sowie die Flügeldecken sind grau. Die Federn haben breite weiße Enden, so dass sich bei geschlossenen Flügeln ein breiter weißer Streifen bildet. Der Schnabel ist hornfarben. Die Iris gelbbraun, die Füße rot. Charakteristischstes Merkmal ist die Gefiederfärbung rund um die Augen. Ein dunkler Federring umgibt einen inneren hellen Augenring. Der dunkle Augenring erhält erst im 2. Lebensjahr der Taube seine dunkle Färbung und ist je nach Balz- und Brutstimmung intensiver ausgeprägt.

## Verbreitung und Lebensweise
Die Nacktaugentaube kommt in den Küstengebieten Venezuelas und des nördlichen Kolumbiens vor. Sie besiedelt außerdem die Inseln Aruba, Curacao, Bonaire und Margarita. Ihr Lebensraum sind offene Küstengebiete sowie dorn- und kakteenbestandene Wüstengebiete. Sie besiedelt auch Mangroven und brütet hier bevorzugt. Nach der Brutzeit versammelt sie sich in großen Schwärmen und kommt dann auch auf Kulturland vor.
Der Fortpflanzungszeitraum ist sehr lang, die Brutstimmung scheint von der Nahrungsverfügbarkeit abzuhängen. Das Nest wird in Bäumen oder Sträuchern errichtet und ist eine lose Plattform aus Zweigen, die häufig mit kleineren Zweigen und getrockneten Grashalmen ausgelegt ist. Das Gelege besteht nur aus einem Ei. Die Jungvögel erreichen ihre Geschlechtsreife sehr früh und sind bereits mit fünf Monaten fortpflanzungsfähig.